# NGC 2481
NGC 2481 (другие обозначения — UGC 4118, MCG 4-19-10, ZWG 118.27, KCPG 148B, PGC 22292) — линзовидная галактика (S0-a) в созвездии Близнецов. Открыта Уильямом Гершелем 28 февраля 1785 года.
Галактика находится в процессе столкновения и слияния с NGC 2480. Диски обеих галактик имеют искривлённую форму из-за приливного взаимодействия, между ними наблюдается «мост» из вещества галактик.
Этот объект входит в число перечисленных в оригинальной редакции «Нового общего каталога».
Галактика NGC 2481 входит в состав группы галактик UGC 4054. Помимо NGC 2481 в группу также входят NGC 2480 и UGC 4054.
На фотографиях DSS видна высоко наклонная линзовидная галактика с ярким вытянутым ядром и яркими продолжениями в узкой, более тусклой внешней оболочке. Очень слабые звёзды поля или, возможно, компактные галактики-спутники расположены непосредственно к югу и северо-северо-западу от ядра. На расстоянии 1,0′ к северо-северо-западу находится галактика-компаньон NGC 2480. Визуально при наблюдении в средний любительский телескоп галактика NGC 2481 выглядит небольшой, но яркой и хорошо очерченной, с заметным ядром. Она вытянута с северо-северо-востока на юго-юго-запад и имеет чёткие края и яркую оболочку, видимую с ребра. Галактика-компаньон находится на пределе видимости и является более вероятной целью для телескопов с бо́льшим диаметром. Радиальная скорость: 2263 км/с. Расстояние: 101 млн световых лет. Диаметр: 41 тыс. световых лет.